# Stan Moody
Stan Moody (Inglaterra, 14 de septiembre de 2006) es un jugador de snooker inglés.

## Biografía
Nació en Inglaterra en 2006. Es jugador profesional de snooker desde 2023. No se ha proclamado campeón de ningún torneo de ranking, y su mayor logro hasta la fecha fue alcanzar los octavos de final del Abierto de Irlanda del Norte de 2023, en los que cayó derrotado (2-4) ante Yuan Sijun. Tampoco ha logrado hilar ninguna tacada máxima, y su tacada más alta está en 121.